# Механизм преступления
Механизм преступления — сложная динамическая система, определяющая содержание преступления. Эта система состоит из отдельных взаимообусловленных и взаимосвязанных элементов, таких как:

## Личность преступника
Характеризуется такими составляющими как: физические данные (пол, возраст, рост, телосложение), психологический статус (характер, особенности восприятия той или иной ситуации).

## Самооценка
Представляет собой внутреннее отношение лица к себе, к своим действиям и их последствиям.

## Способ преступления
Характеризуется этапностью совершения преступления, преступление может состоять из трёх этапов — подготовка, совершение и сокрытие преступления; из двух этапов — совершение и сокрытие; либо из одного этапа - совершение преступления (такие преступления именуются ситуативными)

## Обстановка преступления
Проявляется в особенностях материальной среды, во времени суток и года, при которых совершалось преступление.